# Indolestes anomalus
Indolestes anomalus là loài chuồn chuồn trong họ Lestidae. Loài này được Fraser mô tả khoa học đầu tiên năm 1946.